# ادوارد گرائو
ادوارد گرائو (اسپانیایی: Eduard Grau‎؛ زادهٔ ۱۹۸۱) فیلم‌بردار اهل اسپانیا و عضو انجمن فیلم‌برداران آمریکا است.

## گزیدهٔ فیلم‌شناسی
- یک مرد مجرد (۲۰۰۹)
- مدفون (۲۰۱۰)
- آرتور نیومن (۲۰۱۰)
- سوئیت فرانسوی (۲۰۱۵)
- هدیه (۲۰۱۵)
- حق رأی (۲۰۱۵)
- تعدی بر ما (۲۰۱۵)
- گرینگو (۲۰۱۸)
- پسر پاک شد (۲۰۱۸)
- آنکه برایت خواهد خواند (۲۰۱۸)
- راه بازگشت (۲۰۲۰)